# Ouro Verde do Oeste
Ouro Verde do Oeste ist ein brasilianisches Munizip im Westen des Bundesstaats Paraná. Es hat 6.785 Einwohner (2022), die sich Ouro-Verdenser nennen. Seine Fläche beträgt 293 km². Es liegt 542 Meter über dem Meeresspiegel.

## Etymologie
Der Name Ouro Verde bedeutet Grünes Gold. Er bezieht sich auf die frisch geernteten, noch nicht getrockneten grünen Kaffeebohnen. Kaffee war die Grundlage für die wirtschaftliche Entwicklung des Westens von Paraná. Der Zusatz do Oeste (im Westen) unterscheidet das Munizip von anderen Orten gleichen Namens, zum Beispiel in São Paulo, Santa Catarina, Minas Gerais oder Goiás. 

## Geschichte

### Besiedlung
Im Jahr 1960 kamen um den 1. April herum die ersten Familien an. Sie waren deutscher, italienischer, polnischer und japanischer Herkunft. Sie kamen aus São Paulo, Rio Grande do Sul, Minas Gerais, Santa Catarina und anderen Regionen von Paraná und aus dem brasilianischen Nordosten. Sie suchten hier eine bessere Zukunft.
Unter der Behauptung, dass diese Ländereien der Regierung gehörten, befand sich in der Nähe der Sanga Funda (ähnlich wie in Vera Cruz do Oeste) ein Tor, das Tag und Nacht von angeheuerten Jagunços (bewaffneten Torhütern) bewacht wurde, die auf Anordnung des Richters von Foz do Iguaçu niemandem Zutritt gewährten. Viele Familien waren entmutigt und kehrten an ihren Herkunftsort zurück. Eine kleine Gruppe war hartnäckig, sie blieb im Lager und wartete auf eine günstige Gelegenheit, auch wenn sie wusste, dass dies ihr Leben kosten könnte. Sie warteten, wurden müde und fassten dann den Entschluss, das Tor mit Gewalt einzureißen.
Eines Sonntags gingen sie bewaffnet dorthin, banden Ketten an den Lastwagen von Ozébio Sallet und zogen das Tor auf. Es gab keinen wirklichen Widerstand von Seiten des Sicherheitspersonals. Als sie dort ankamen, wo heute die Avenida Belo Horizonte ist, ließen sie sich nieder und feierten ein Freudenfest.
Doch die Freude war nur von kurzer Dauer: Am nächsten Tag wurden sie auf die Polizeiwache von Toledo vorgeladen, um über die Geschehnisse auszusagen. Dort erschienen 40 Personen und wurden vom Delegierten nach Cascavel gebracht, um mit dem Oberst zu sprechen. Nachdem er sie angehört hatte, rief der Oberst den damaligen Gouverneur, Nei Braga, an, der die endgültige Öffnung des Tores anordnete. Zufrieden kehrten die Pioniere nach Ouro Verde zurück und bauten aus dem Holz des unheilvollen Tores die Torpfosten für den ersten Fußballplatz.
Diese Männer hatten mit vielen Schwierigkeiten zu kämpfen, waren aber jeden Tag aufs Neue vom Reichtum der örtlichen Fauna und Flora beeindruckt. Hier fanden sie einen Wald, der reich an wertvollen Harthölzern wie Peroba, Zeder, Canafistula, Lorbeer, Elfenbeinholz, Cabreúva, Piquá oder Canjerana war.

### Erhebung zum Munizip
Ouro Verde do Oeste wurde durch das Staatsgesetz Nr. 9009 vom 12. Juni 1989 aus Toledo ausgegliedert und in den Rang eines Munizips erhoben. Es wurde am 1. Januar 1990 als Munizip installiert.

## Geografie

### Fläche und Lage
Ouro Verde do Oeste liegt auf dem Terceiro Planalto Paranaense. Seine Fläche beträgt 293 km². Es liegt auf einer Höhe von 542 Metern.

### Vegetation
Das Biom von Ouro Verde do Oeste ist Mata Atlântica.

### Klima
Das Klima ist gemäßigt warm. Es werden hohe Niederschlagsmengen verzeichnet (1669 mm pro Jahr). Im Jahresdurchschnitt liegt die Temperatur bei 21,5 °C. Die Klimaklassifikation nach Köppen und Geiger lautet Cfa.

### Gewässer
Ouro Verde do Oeste liegt im Einzugsgebiet des Paraná. Dessen linker Nebenfluss Rio São Francisco Verdadeiro begrenzt das Munizip im Norden. Die südliche Grenze wird vom Rio Santa Quitéria bis zu seiner Mündung in den São Francisco Verdadeiro bestimmt.

### Straßen
Ouro Verde do Oeste liegt an der PR-317 von Santa Helena nach Toledo im Osten.

### Nachbarmunizipien
|                        |                                             |        |
| São José das Palmeiras | Kompassrose, die auf Nachbargemeinden zeigt | Toledo |
|                        | São Pedro do Iguaçu                         |        |

## Stadtverwaltung
Bürgermeister: Lucian Aluisio Dierings, Cidadania (2021–2024)
Vizebürgermeister: Lessandro Souza da Silva, PL (2021–2024)

## Demografie

### Bevölkerungsentwicklung
| Jahr | Einwohner | Stadt | Land |
| ---- | --------- | ----- | ---- |
| 1991 | 6.330     | 53 %  | 47 % |
| 2000 | 5.472     | 62 %  | 38 % |
| 2010 | 5.692     | 71 %  | 29 % |
| 2021 | 6.785     |       |      |

Quelle: IBGE, bis 2010: Volkszählungen und Volkszählung 2022

### Ethnische Zusammensetzung
| Gruppe * | 1991    | 2000    | 2010    | wer sich als …                                                                   |
| --- | ------- | ------- | ------- | -------------------------------------------------------------------------------- |
| Weiße | 55,1 %  | 66,8 %  | 54,4 %  | weiß bezeichnet                                                                  |
| Schwarze | 1,3 %   | 6,4 %   | 4,2 %   | schwarz bezeichnet                                                               |
| Gelbe | 0,0 %   | 0,4 %   | 0,3 %   | von fernöstlicher Herkunft wie japanisch, chinesisch, koreanisch etc. bezeichnet |
| Braune | 43,6 %  | 26,1 %  | 41,1 %  | braun oder als Mischung aus mehreren Gruppen bezeichnet                          |
| Indigene | 0,0 %   | 0,0 %   | 0,0 %   | Ureinwohner oder Indio bezeichnet                                                |
| ohne Angabe | 0,0 %   | 0,4 %   | 0,0 %   |                                                                                  |
| Gesamt | 100,0 % | 100,0 % | 100,0 % |                                                                                  |
| *) Das IBGE verwendet für Volkszählungen ausschließlich diese fünf Gruppen. Es verzichtet bewusst auf Erläuterungen. Die Zugehörigkeit wird vom Einwohner selbst festgelegt. |         |         |         |                                                                                  |

Quelle: IBGE (Stand: 1991, 2000 und 2010)

## Wirtschaft

### Kennzahlen
Mit einem Bruttoinlandsprodukt pro Einwohner von 29.760,53 R$ bzw. rund 6.600 € lag Ouro Verde do Oeste 2019 an 184. Stelle der 399 Munizipien Paranás.
Sein hoher Index der menschlichen Entwicklung von 0,709 (2010) setzte es auf den 184. Platz der paranaischen Munizipien.